# Encinedo
Encinedo is een gemeente in de Spaanse provincie León in de regio Castilië en León met een oppervlakte van 195,01 km². Encinedo telt 752 inwoners (1 januari 2016).